# Трор
Във фантастичната Средна земя на Джон Роналд Руел Толкин Трор (на английски: Thror) е джудже от рода на Дурин и владетел на Подпланинското кралство. Роден е през 2542 г. от Третата епоха на Средната земя. Той е син на Дайн I и братя са му Фрор и Грор. През 2770 от Третата епоха на Средната земя той е принуден да напусне Еребор, защото кралството му е нападнато от дракона Смог. През 2790 г. загива в Хазад-Дум. Убит е от гоблина Азог, който започва Войната на джуджетата и орките.
Трор е баща на Трейн II и дядо на Торин Дъбощит (Дъбовия щит).